# Mezquita Bou Ftata
La mezquita Bou Ftata (árabe: جامع بوفتاتة) es una mezquita tunecina situada en la Medina de Susa. La mezquita es un edificio declarado monumento desde el 18 de octubre de 1945, y el minarete fue declarado monumento separado desde el 25 de enero de 1922. El conjunto forma parte del tejido urbano de la Medina de Susa, clasificada a su vez como Patrimonio de la Humanidad por la UNESCO.

## Historia
La mezquita Bou Ftata se construyó entre los años 838 y 841 durante el reinado del emir aglabí Aboul Affan. Se dice que este último ordenó a su sirviente Foutata que construyera esta mezquita, de ahí el origen del nombre Bou Ftata. Aunque se trata de una construcción pequeña y modesta, la mezquita de Bou Ftata ocupa un lugar importante en la arquitectura y la historia del Islam: de hecho, se considera una de las mezquitas más antiguas de la ciudad de Susa y sirvió de modelo para la Gran Mezquita de Susa, la Mezquita de la Kasbah y la Mezquita Zitouna. También tiene la primera inscripción fechada después de la de la Cúpula de la Roca y la primera en la fachada de Ifriqiya, incluso antes de la Mezquita de las Tres Puertas de Kairuán, construida mucho después (866).

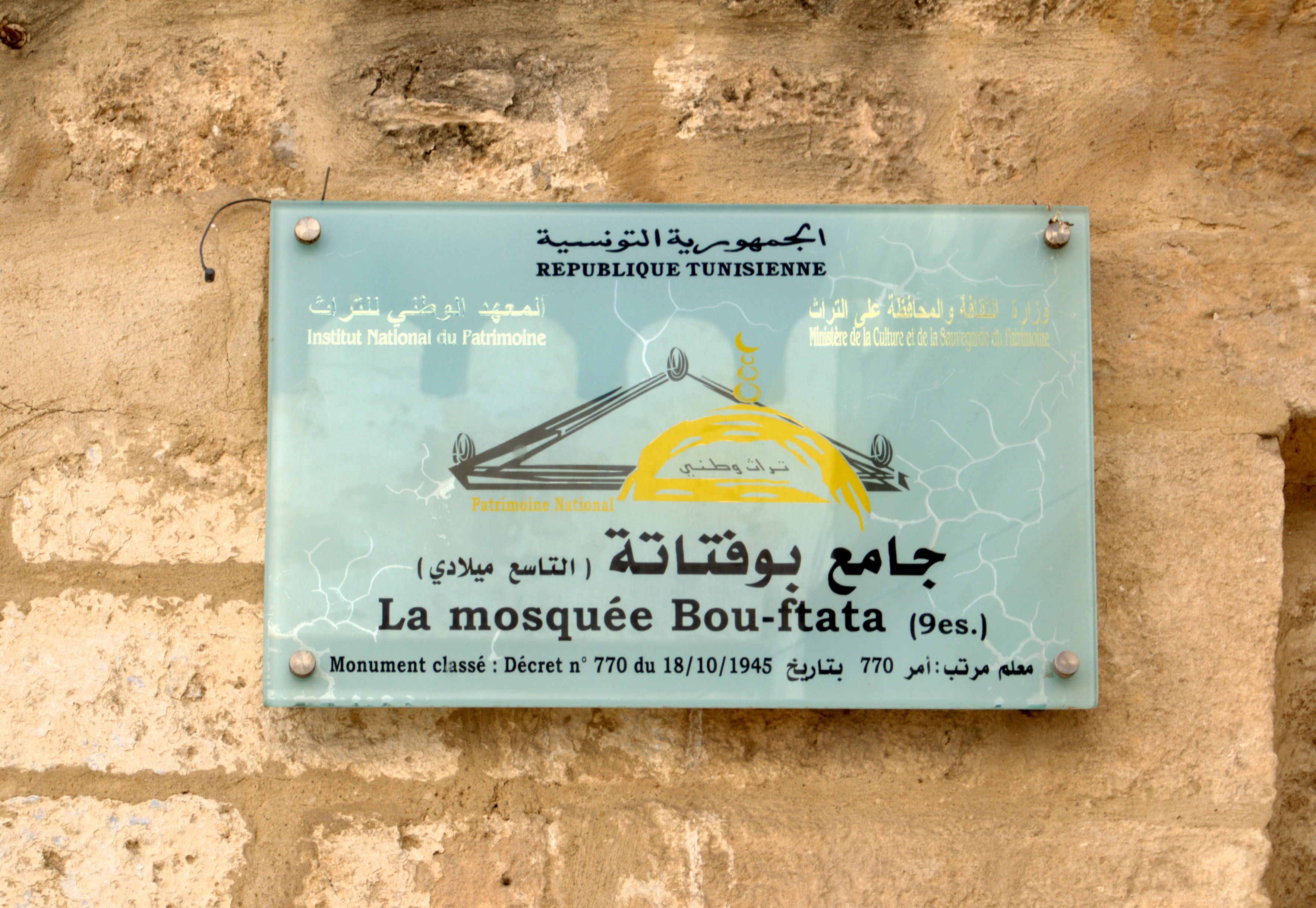
Placa del Institut national du patrimoine de Tínez, clasificando la mezquita Bou Ftata.

El minarete de la mezquita se añadió durante el período hafsí (1228-1574).

## Descripción
La mezquita Bou Ftata, situada en el extremo sur de la Medina de Susa, está construida sobre una planta rectangular que alberga una pequeña sala de oración cuadrada —ocho metros por ocho—. A la entrada de la mezquita hay un porche con tres arcos que descansan sobre pilares y una inscripción cúfica sobre la que indica la fecha de su construcción.
El mihrab está situado en un nicho en el callejón sin salida, coronado por una media cúpula y apoyado en pequeñas columnas.

### Fachada
La mezquita tiene en sus fachadas occidental y septentrional dos inscripciones en escritura cúfica consideradas como las primeras de la fachada de Ifriqiya.
En la fachada oeste está inscrito «En el nombre de Dios, el Benefactor, el Misericordioso».
En la fachada norte está inscrito «Bendición y Misericordia a Al Aghlab ibn Ibrahim quien ordenó construir esta mezquita para invocar el nombre de Dios, por las manos de [...] el cliente del emir...».

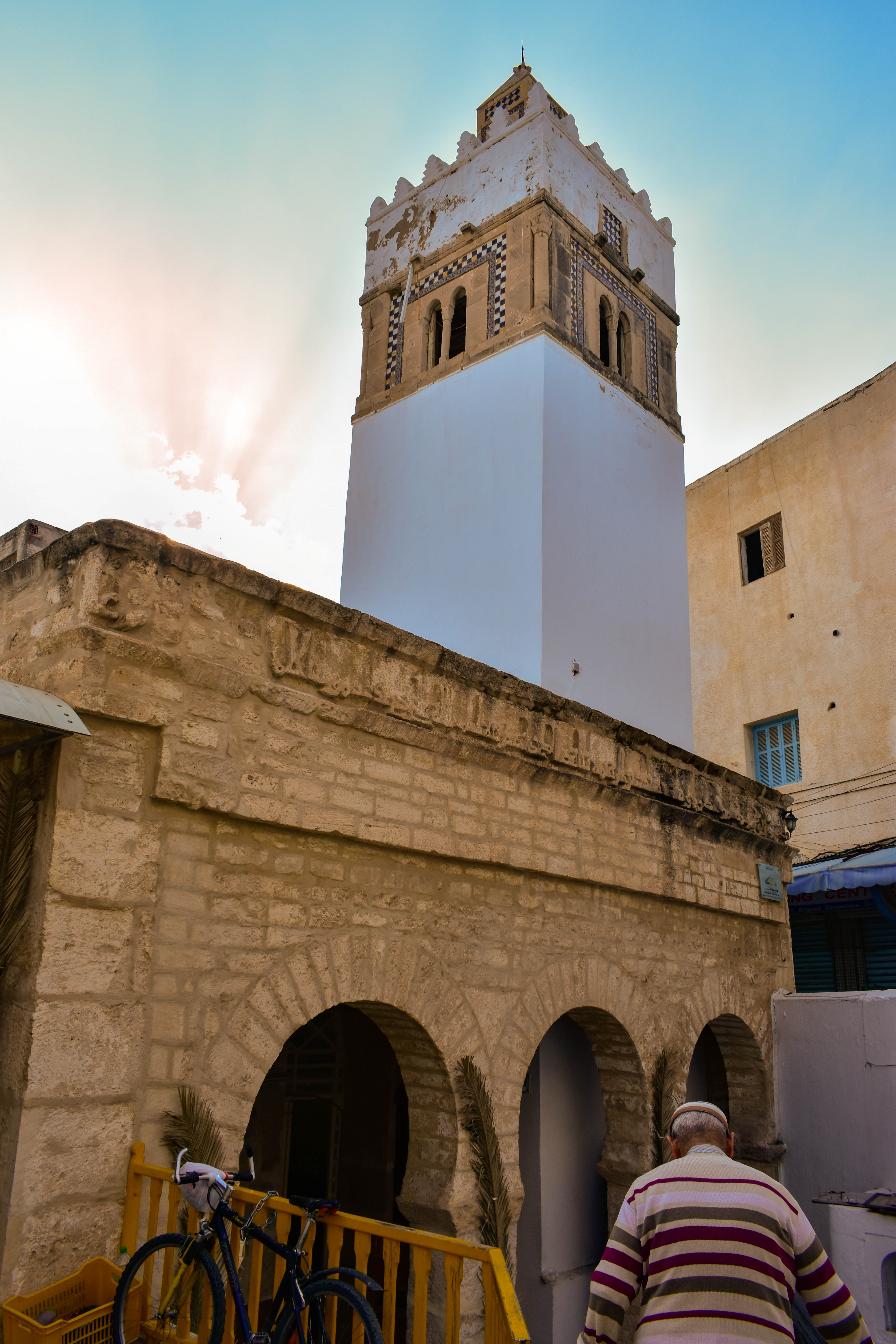
Vista general de la fachada.
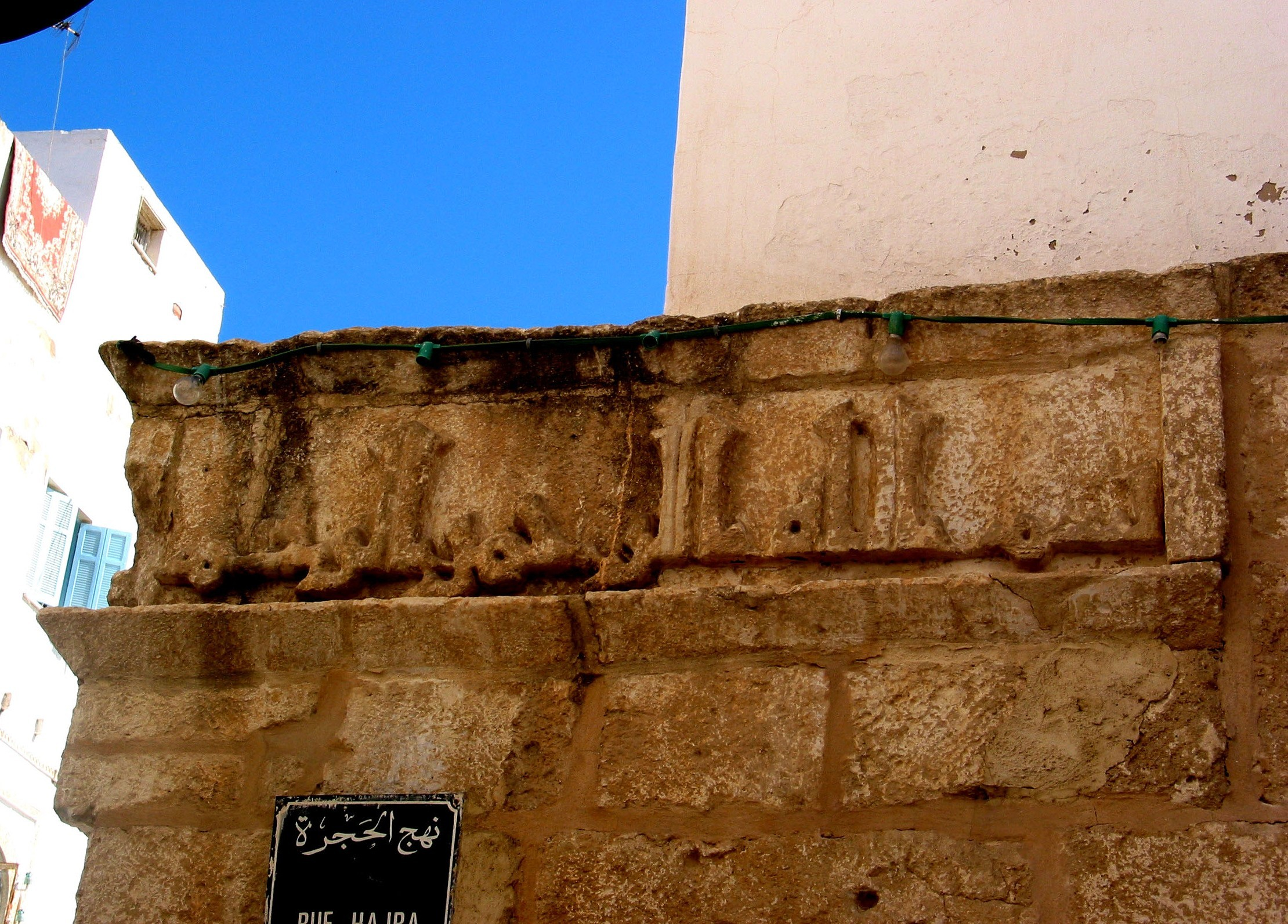
Inscripción de la fachada oeste.
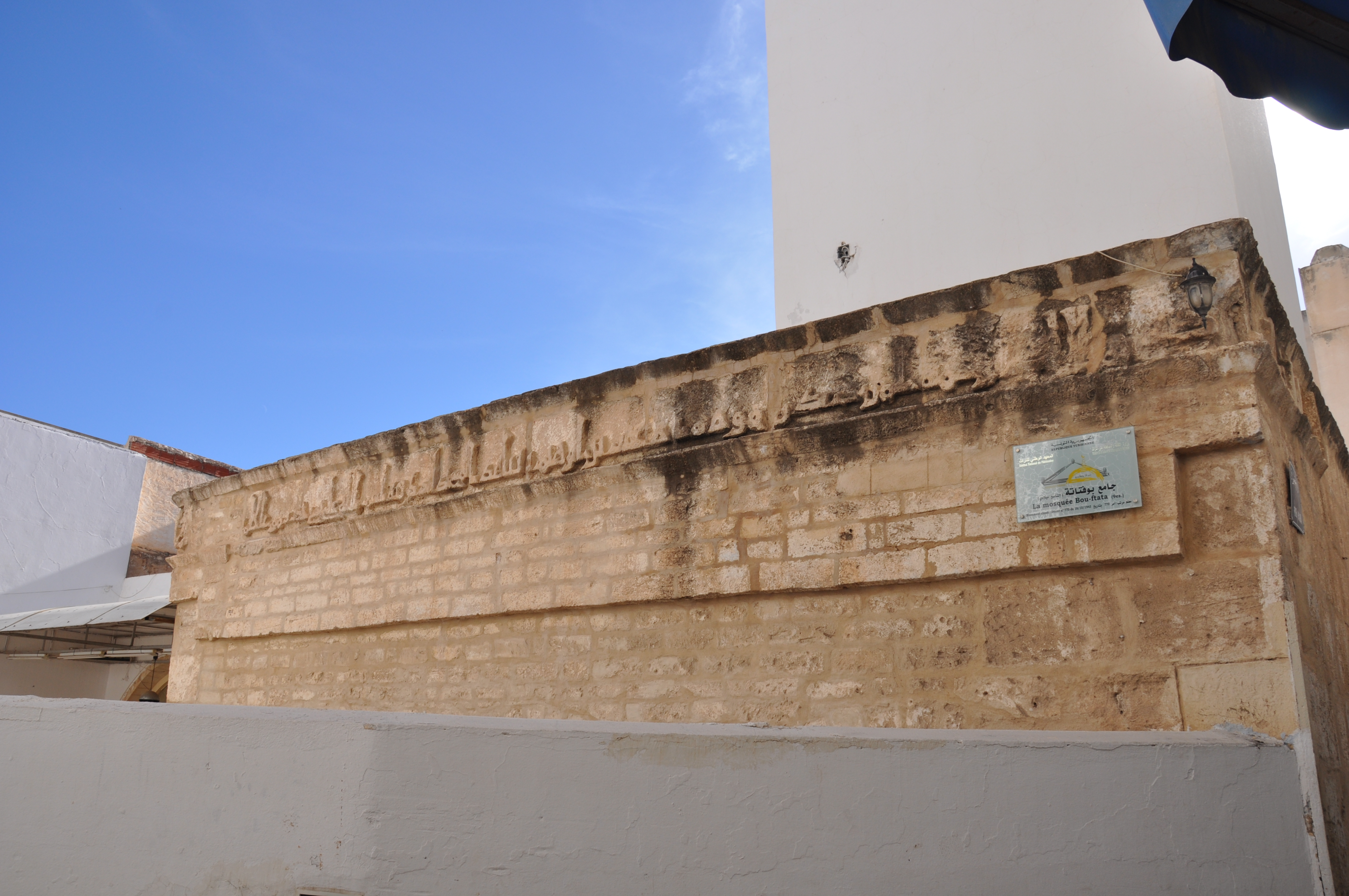
Inscripción de la fachada norte.

### Minarete
Situado en la esquina oeste y con influencias andaluzas, el minarete es de base rectangular y está decorado con ventanas geminadas (arquitectónicas) enmarcadas con azulejos de cerámica.